# Симонова, Инна Анатольевна
И́нна Анато́льевна Си́монова (13 февраля 1957 года, Харьков) — российский историк, прозаик и публицист, эссеист. 

## Биография
С 1964 года по 1974 год училась в харьковской спецшколе № 3 с углублённым изучением английского языка и с 1963 по 1971 год — в музыкальной школе № 6 им. Н. М. Лысенко. С 1971 — начала печататься в местных СМИ. В 1974—1975 годах сотрудничала с редакцией для детей и юношества Харьковского телевидения, писала сценарии телепередач.
В 1975 году поступила на исторический факультет Харьковского государственного университета им. А. М. Горького. С 1979 года училась на историческом факультете Московского государственного университета им. М. В. Ломоносова.
В 1979 году состоялся дебют в центральной прессе: в газете «Комсомольская правда» был напечатан очерк «Старый дом глянет в сердце моё…», посвящённый судьбе подмосковной усадьбы «Шахматово» Александра Блока. В 1980-х годах — рецензент Литературной консультации при Союзе писателей СССР и литературный консультант отдела прозы журнала «Москва».
В 1982 году с отличием окончила МГУ. В 1982—1983 годах преподавала общественные науки в Московском институте инженеров гражданской авиации. C 1982 по 1986 годы — аспирантка Института истории СССР Академии наук СССР. В 1987 году защитила кандидатскую диссертацию по теме: «Социально-экономическая доктрина славянофильства во взглядах и деятельности Фёдора Васильевича Чижова».
С 1987 года по 1994 год работала старшим научным редактором исторической редакции и редакции «Жизнь замечательных людей» издательства «Молодая гвардия».
Принимала участие в работе VI Московской конференции молодых писателей в Берёзках, Московская обл. (1987) и IX Всесоюзного совещания молодых писателей в Москве (1989) (получило известность как последнее Всесоюзное совещание молодых писателей).
С 1994 по 1995 год — пресс-атташе Московского авиационно-производственного объединения (МАПО), выпускающего знаменитые истребители МиГ. Осуществляла пи-ар кампании ряда издательских проектов, в том числе вышедшего в 1995 году четырёхтомника «ИНОЕ. Хрестоматия нового российского самосознания» — своего рода ответа на книгу перестроечной публицистики «Иного не дано».
1 марта 1995, накануне 150-летия со дня рождения Императора-Миротворца, православная общественность столицы обратилась в правительство Москвы с письмом «О возвращении имени Государя Александра Третьего российским учреждениям науки и культуры». Инициатором и главным составителем обращения была И. А. Симонова. Под ним было поставлено более 200 подписей.
Во второй половине 1990-х в качестве консультанта Комитета по культуре Государственной Думы Российской Федерации И. А. Симонова занималась вопросами реституции перемещённых в годы Второй мировой войны культурных ценностей, а также работала редактором редакции спецпроектов («День в истории») на НТВ.
Кандидат в депутаты Государственной думы Федерального собрания РФ третьего созыва, выдвинута избирательным блоком «Движением патриотических сил — Русское дело» (1999).
Докторант исторического факультета Московского государственного университета им. М. В. Ломоносова.
Читала лекции и вела семинары в Гарвардском университете (Массачусетс, США) и Колумбийском университете (Нью-Йорк, США), Констанцском университете, (Германия), Урбана-Шампейн (Иллинойс, США), Цюриха (Швейцария). Участвовала в многочисленных научных конференциях, проходивших в Москве, Звенигороде, Костроме, Мурманске, Цербсте (Германия), Нью-Йорке (Нью-Йорк, США), Дели (Индия), Тампере (Финляндия), Лунде (Швеция), Кембридже (Англия), Стамбуле и Анкаре (Турция), Джорданвилле (Нью-Йорк, США) и др. Визитинг-учёный в Гарвардском и Колумбийском университетах, где работала над рядом исторических проектов, основанных на неопубликованных материалах из архивов и библиотек США.
C 2004 года — эксперт культурно-исторического фонда «Связь времен», возвратившего в 2008 году в Москву 18 колоколов Данилова монастыря, проданныx в 1930 году в Гарвард. Неоднократно выступала в печатных и электронных СМИ по истории Даниловских колоколов и их пребывании в США.
С 2015 года — член экспертного совета проекта «История российского предпринимательства» Общероссийской общественной организации «Деловая Россия» и Российского исторического общества.
Инициатор присвоения имени Фёдора Чижова скоростному электропоезду, курсирующему между Ярославским вокзалом и Сергиевым Посадом, и сооружения при поддержке губернатора Костромской области И. Н. Слюняева памятника Чижову в Костроме.
Автор десятка книг и нескольких сотен исторических, публицистических, литературно-критических статей, очерков и эссе, напечатанных в России и за рубежом. Публиковалась во многих тематических сборниках, журналах («Вопросы истории», «Родина», «Знание—сила», «Москва», «Наш современник», «Мировая экономика и международные отношения», «Музыкальная жизнь» и др.), газетах («Российская газета», «Комсомольская правда», «Литературная газета», «Литературная Россия», «Независимая газета», «Версия», «Труд», «Слово», «Гудок», «Трибуна», «Русский вестник», «Новое русское слово» (Нью-Йорк), «Панорама» (Лос-Анджелес), «Репортёр» (Нью-Йорк) и др.). Работала над сценариями документальных фильмов, теле- и радиопрограмм. В качестве специального гостя участвовала в программах центрального телевидения и радио.

## Членство в объединениях
Член Союза писателей России, Союза журналистов Москвы, Ассоциации иностранной прессы (Нью-Йорк, США), Русского географического общества (РГО), Императорского Православного Палестинского общества (ИППО), Российского исторического общества (РИО).

## Профессиональные интересы
Политическая и социально-экономическая история России XIX-XXI веков, история Русской Православной Церкви, российско-американские отношения, история российского предпринимательства, история общественной и экономической мысли, история культуры, история русской эмиграции, историческая биография, история колокольного звона.

## Признание и награды
- Лауреат международной литературной премии им. Андрея Платонова «Умное сердце» газеты «Московский железнодорожник» за серию статей о культуре (1997).
- Удостоена стипендии «Альфабанка» и Московского литературного фонда за проект книги «Федор Чижов» (2000).
- Победитель конкурса издательских программ Правительства Москвы (2002).
- Hаграждена медалью «Профессионал России» (2004).
- Hаграждена Золотой медалью им. В.C. Пикуля (2008).
- Вручены диплом и медаль МГО Союза писателей России «М. Ю. Лермонтов. 1814—1841» (2013).
- Объявлена Благодарность министра культуры РФ за большой вклад в развитие культуры и многолетнюю плодотворную работу (2016).
- Вручены диплом и золотая медаль «За вклад в литературу России XXI века» решением Наградной Комиссии МГО Союза писателей России № 37 от 1.12.2020 (2020).
- Удостоена по благословению митрополита Вениамина (Пушкаря) медали «Приамурский Земский Собор. 100 лет» (2022, 9. Х).
- Вручен диплом лауреата конкурса «Книга XXI века» в номинации «Лучшая книга года. Живое слово. История» за книгу «Воспоминания Царского дантиста С. С. Кострицкого» (2022, ноябрь).
- Лауреат конкурса «Преодоление» Московской городской организации Союза писателей России в честь 200-летия со дня рождения писателя Федора Михайловича Достоевского с вручением одноимённой медали и диплома (9. 11. 2022).

## Книги

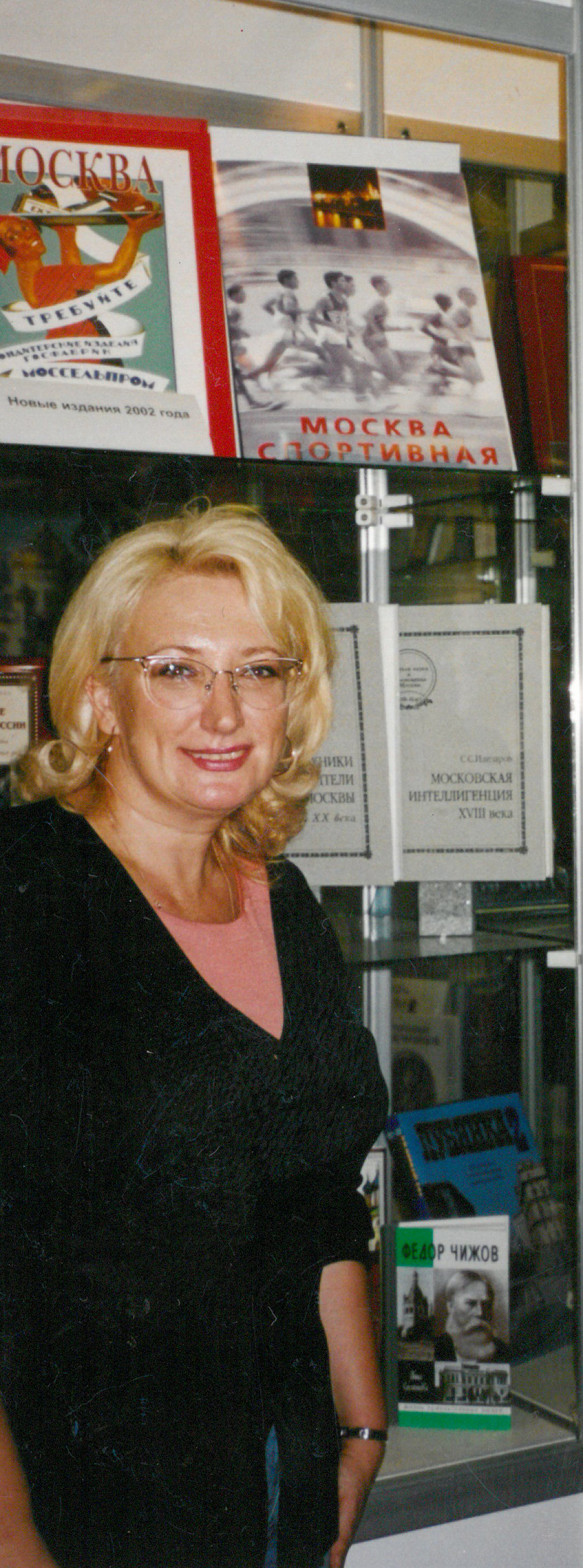
На презентации книги «Федор Чижов» у стенда издательских программ правительства Москвы. Московская книжная ярмарка, 2003 год

Автор исторической, историко-публицистической, биографической литературы.
Среди изданных книг:
- Львовский Церковный Собор. Документы и материалы. 1946—1981. — М.: Издательство Московской Патриархии, 1982. — (Перевод историко-документальных текстов с укр. яз. на рус.).
- «Старый дом глянет в сердце моё…» — М.: Мол. гвардия, 1998. ISBN 5-235-02333-1
- Из американского блокнота. Приложение к журналу «Проза». — М.: Московская городская организация Союза писателей России, 2002. ISBN 5-900616-29-0
- Слушай, Америка! — М.: Феникс Плюс, 2002. ISBN 5-900616-28-2
- Федор Чижов. — (Жизнь замечательных людей. Серия биографии: Вып. 805). — Москва: Мол. гвардия, 2002. ISBN 5-235-02478-8
- Даниловский звон. — М.: Фонд «Связь времен», 2008.
- Жертвенный подвиг Императора Николая II. «… Избежать этим актом начала возможного кровопролития…» Воспоминания Царского дантиста Сергея Кострицкого. Москва: Русский издательский центр имени святого Василия Великого, 2022. ISBN 978-54249-0083-6
- Жертвенный подвиг Императора Николая II. «… Избежать этим актом начала возможного кровопролития…» Воспоминания Царского дантиста Сергея Кострицкого. Москва: Русский издательский центр имени святого Василия Великого, 2023. 2-е издание. ISBN 978-0-02-912449-9

### Редактор и составитель
- Левандовский Андрей. Время Грановского: У истоков формирования русской интеллигенции. Серия: Исторические портреты. — М.: Мол. гвардия, 1990. ISBN 5-235-00621-6
- Томсинов Владимир. Светило российской бюрократии. Исторический портрет М. М. Сперанского. — М.: Мол. гвардия, 1991. ISBN 5-235-01553-3
- Встречи с историей : сб. науч.-попул. очерков. — Вып. 4. — 1990. — М. : Мол. гвардия, 1991.
- Солоухин Владимир. Древо. — М.: Мол. гвардия, 1991. ISBN 5-235-01824-9
- Валовой Дмитрий , Валовая Мария, Лапшина Генриетта. Дерзновение. — М.: Мол. гвардия, 1991. ISBN 5-235-01926-1
- Думова Наталья. Московские меценаты.— М.: Мол. гвардия, 1992. ISBN 5-235-01311-5
- Глушкова Татьяна. Цветущая сложность : Сост. и коммент. к сб. трудов Константина Леонтьева. — М.: Мол. гвардия, 1992. ISBN 5-235-01904-0

## Отзывы и рецензии
Литературные критики дают высокую оценку Симоновой как писателю, историку и публицисту:

В её работах привлекает широта и основательность, достоверность и отменная чистота слова… У Инны Симоновой не только запас широких познаний в области русской литературы и русской истории, но и взыскательны вкус, что оберегает её от банальностей и просчётов в подходе к сложным явлениям нашей культурной жизни.
— Владимир Бушин

В творчестве Инны Симоновой мне особенно симпатична её патриотическая нотка, антилиберальная заострённость, активная гражданская позиция. Часто бывая за рубежом, она продолжает традиции тех путевых очерков, путешествий в русской литературе, которые дают читателю объективную ориентацию в тамошних событиях, подчеркивая самобытное место русской культуры в мире.
Следует отметить живой интерес, который проявляет Инна Симонова к тем отечественным ценностям, которые по той или иной причине оказались за рубежами нашей Родины, и на этом материале ставит важные проблемы культурно-исторического наследия.
— Михаил Лобанов

Жан-Жак Руссо очень хорошо сказал: «Когда имеешь склонность к наукам, первое, что чувствуешь, предаваясь им, это их связь между собою». Вот эта «связь» очень отчетливо чувствуется во внутреннем подходе Инны Симоновой к предмету постижения и изучения духовной жизни России во всем многообразии её исторического контекста последних двух столетий.
Читая её работы, прежде всего видишь её внутреннюю потребность не узнать факты, а понять процесс, ибо настоящее есть совокупный продукт прошлого, улавливаешь ту самую «связь», без которой не только наука, но и культура во всем её объёме сползает в область тупиковой схоластики.
— Анатолий Ланщиков.

## Публикации (Избранное)
- В. С. Печерин и Ф. В . Чижов // Общественное движение в России XIX века. — М., 1986. — С. 56-82.
- О взаимосвязи славянофильства с идеологией Кирилло-Мефодиевского общества. Ф. В. Чижов и кирилло-мефодиевцы // Советское славяноведение. — № 1. — 1988. — С. 42-54.
- «Два полюса магнита…»: Исторические портреты // Встречи с историей. — Вып.3. — М., 1990. — С. 46-58.
- «Заговорщики»: Из истории одного несостоявшегося политического процесса // Истоки: Альманах. — Вып. 22. — М., 1990. — С. 341—366. — На сайте «РНЛ»:
- «Муж сильного духа и деятельного сердца» // Литературная Россия. — № 27. — 1992. — С. 14-15. — На сайте «РНЛ»:
- «A Man of Strong Character and an Active Heart» // Russian Studies in History: Entreprneurship in Russian Empire, 1861—1914. — Vol. 35. — Number 1. — NY: Armonk. — 1996.
- «Президент должен отвечать за все»: Дмитрий Саймс о своём отношении к российской политике и тем, кто её представляет // Независимая газета. — 29.11.1996.
- Долгий путь «Сокровищ России» в Техас // Независимая газета. — 07.05.1997.
- Распродажа // Независимая газета. — 27.12.1997.
- Мистификация века: Размышления у входа в Екатерининский придел Петропавловского Собора в Санкт-Петербурге… // Русский дом. — № 10. — 1998. — С. 58-68.
- «Фонарщик всероссийского масштаба»: Предпринимательская деятельность Ф. В. Чижова // Berliner Jahrbuch fṻr osteuropäische Geschichte. Unternehmertun in Russland: 1997. — Berlin, 1998.
- «С душой вашей роднится душа беспрестанно…» (Ф. В. Чижов и Н. В. Гоголь) // Москва. — № 4 — 2001.
- Святотатство «в виду всей Москвы»? К предстоящему 11 сентября 2006 года концерту Мадонны. — На сайте «РНЛ» (21.08.2006):
- Императорские и Великокняжеские книжные собрания в библиотеках США. — На сайте «РНЛ» (16.10.2006):
- Последняя ступень Владимира Солоухина. — Впервые опубл. 14.05.1997 в «Независимой газете».
- Чарльз Р. Крейн как вдохновитель и спонсор покупки колоколов Данилова монастыря для Гарварда. — На сайте Фонда «Связь времен» и Данилова монастыря (12.09.2007)
- Он стоял у истоков воссоединения Церквей и возвращения «Даниловского звона»
- Переписка западника и славянофила: письма Владимира Печерина Федору Чижову
- Переписка западника и славянофила: Воспоминания русского католика Печерина были изданы лишь при советской власти (Продолжение)
- Даниловский звон. Часть 1. К возвращению колоколов Данилова монастыря из Гарварда в Москву
- Даниловский звон. Часть 2
- Интервью со Збигневом Бжезинским: Америка не сумела обратить себе на пользу распад СССР // Комсомольская правда. — 5.02.2012.
- Стивен Коэн: Почему пресса в США демонизирует Путина? // Комсомольская правда — 8.04.2012.
- Михаил Тюрин: «Космонавтика стала будничнее и намного интереснее!» // «Труд» — № 185, 27 декабря 2013 года.